# Peridroma diarsia
Peridroma diarsia là một loài bướm đêm trong họ Noctuidae.